# Гавриил (Кичигин)
Архиепи́скоп Гаврии́л — епископ Русской православной церкви, архиепископ Вологодский и Белозерский.

## Биография
Был родом из Ростова.
В 1681 году он был назначен архимандритом Московского Новоспасского монастыря. Существует предположение (Строев, Списки Иерархов), что в Новоспасский монастырь он был переведен из Троицкого Калязина монастыря, а в Калязин монастырь из Суздальского Васильевского; но специальная История Калязина монастыря (иеромонаха Павла Крылова) не говорит об этом переводе, а специальная История Васильевского монастыря (Владимир. Епарх. Ведомости, 1874 г.) только приводит известие «Истории Иерархий» о бытии в числе настоятелей Васильевского монастыря архимандрита Гавриила, но не берётся определить, «в каком именно году он был в монастыре». Весьма вероятно, что именно Гавриил Кичигин управлял Васильевским монастырём; он был родственником Суздальского архиепископа Стефана, который «многое показа тщание о строении» Васильевского монастыря; по крайней мере, в синодике Вологодского Софийского собора под «родом» архиепископа Гавриила первым стоит имя «Преосвященного Стефана архиепископа». Гавриил не стоял в стороне от течения современной ему церковной жизни: его посещали для бесед учёные малороссы вроде Павла Негребецкого; он живо интересовался волновавшим широкие круги вопросом о времени пресуществления Св. Даров, всецело разделяя греко-православный взгляд патриарха Иоакима; он первый обличил перед патриархом тайного кальвиниста Яна Белободского.
7 сентября 1684 года Гавриил был посвящён в архиепископы в Вологду. 19 февраля 1685 году он служил первую обедню в Вологодском Софийском соборе и после обедни «окрест богоспасаемого врученного ему града ход по определению чиновного устава учинил». Гавриил показал себя большим любителем церковного благолепия и уже «во второе лето боговрученного ему святительства» принялся за украшение своего кафедрального храма.
20 июля 1686 года было приступлено к расписанию стенным письмом Софийского собора, которое было окончено через два года. При этом Гавриил по примеру многих украсителей храмов «для свету» расширил старинные окна, увеличив их ширину на целый аршин вместо прежней ширины в 3/4 аршина. Одновременно он приступил к устройству нового пятиярусного иконостаса, причём были заново написаны все иконы, кроме местных.
В 1688 году он ремонтировал собор извне и устроил на главах новые кресты «с репьями, кругами и сиянии», по лучшему Московскому образцу, «каковы построены в Москве, в Земляном городе у Николы Явленного».
В 1688 году по его заказу был слит в Любеке большой колокол весом в 462 пуда, 23 фунта для соборной колокольни; слиты были и ещё два колокола, из которых полиелейный весил 200 пудов. Гавриил не забывал и своей родины: в Ростове он своей «келейной казной» построил церкви Воздвижения с приделом Архангела Гавриила и Благовещения «в вечное поминовение родителей своих». Вероятно, в воспоминание о своей родине он построил и в Вологде церковь Воздвижения над вратами архиерейского дома.
Едва было окончено внутреннее и внешнее украшение Софийского собора, как 2 июня 1698 года во время сильного пожара обгорели соборная церковь и колокольня; едва «спасся дом архиерейский трудами домовых и посадских людей»; устроенные Гавриилом великолепные кресты «разгорелись», и их «поломало». Пришлось опять ремонтировать собор и делать кресты, которые были поставлены снова осенью 1700 года Гавриил принимал участие и в общей церковной жизни: он бывал на чреде в столице и в январе 1690 года участвовал в соборе, осудившем латинское учение о времени пресуществления Св. Даров и постановившем «народно сожещи» все книги латинников. Гавриил умел угодить и Царю Петру. Царь четыре раза (в 1692, 1693, 1694 и 1702 гг.) проезжал через Вологду на Белое море. Гавриил угощал Государя, подносил ему иконы, 12-летнему царевичу Алексею поднёс кубок серебряный с «человечьей персоной» на кровле; не оставлял он без подносов «в почесть» потешных, певчих и карликов, приходивших к нему от Государя. Кроме этих официальных приёмов, входивших в круг обычного архиерейского представительства, Гавриилу приходилось «для воинского со Свейским королём случая» наблюдать за исполнением указов то о постройке дощаников и барок для ратных людей, то о конфискации на пушки части церковных колоколов. Последнее поручение он исполнял очень успешно: собрал до 1000 пудов колокольной меди и к ней ещё прибавил 200 пудов новой котельной меди от архиерейского дома. За это он удостоился получить от Царя похвальную грамоту.
Умер 30 марта 1707 года и был погребён в Вологодском Софийском соборе, у южных дверей.